# 原田美枝子
原田美枝子（日语：／ Harada Mieko，1958年12月26日—），本名石橋美枝子，日本东京都丰岛区出身的演技派女演员，15岁时就以童星身份出道。曾獲得多次日本电影学院奖最佳女主角奖、蓝丝带奖、日本電影旬報獎等多个電影奖项。原田美枝子是日本具有代表性的女演员，曾担任第22届东京电影节评委。她以充满魄力的演技和多变的银幕形象，成为了日本电影界中流砥柱式的人物。
丈夫是男演員石桥凌，是3個孩子的母親（长男是视觉特效师石橋大河，长女是创作歌手石桥优河，次女是女演員石橋靜河）。现隸屬於MY Promotion經紀公司。

## 经历
東京都丰岛区出身，自幼家境清贫，父亲原田喜代和是胶印工人，母亲原田久子是公寓管理员，她有两位兄长，在家中排行老三。从小到大，原田美枝子住在母亲担任管理员的東京都丰岛区南大塚1巷的稻和公寓1楼的管理员室（現在稻和公寓现已拆除，并建造了新房产）。当時的先輩也是演员朋友佐藤佑介前来拜访。由于管理员室没有浴室，原田美枝子经常去附近的公共澡堂或者在母亲的陪同下去同栋公寓的住户家里洗澡。
1972年，原田美枝子在小学四年级的时候，受到一本關於真實日本芭蕾舞演員的傳記漫畫的啟發，就开始学习古典芭蕾，但在初中一年级的时候在芭蕾方面受到了挫折。初中二年级的时候，原田美枝子因为看了电影《两小无猜》，内心受到了震撼，从而立志成为演员。当时马克·莱斯特主演的电影《两小无猜历险记》正在招募演员，原田也曾参与试镜，一直进入到了决赛，但最终落選了。过了一段时间，他接到一家娱乐制作公司的邀请后，加入了Sun Music公司。在偶像人气最旺盛时期，Sun Music公司希望将原田美枝子打造成歌手身份出道，但她对歌手职业不感兴趣，被推荐“学习”，并参演了日活儿童电影《朋友》（ともだち）中男主角少年的姐姐，成为了童星，正式出道，时年15岁，这是她的荧幕处女作。
1974年，进入东京都立工艺高級中學设计科入读，据说原田美枝子的成绩这所高中名列前茅，在入学典礼上担任新生的总代表并宣读宣誓书。后来在家城巳代治导演的电影《爱在绿风中》领衔主演，担任女主角，凭借青春的外形，正式出道。然而，上映后，因为在电影中裸露镜头的场景，在学校被视为问题，在高中一年级的第三学期，她为了表演艺术活动的方便，被迫转学到東京都立代代木高級中學夜間部（夜校），并顺利毕业了。
1976年，年仅17岁的她在増村保造导演的电影《大地的摇篮曲》和長谷川和彦导演的电影《青春之殺人者》中担任女主角，并且全裸出镜，凭借这两部电影中出色的演技和独特的魅力，她在18岁的时候就获得电影旬报十佳奖最佳女主角，并获得了很高的评价。随后，原田出演了许多电影、话剧和电视连续剧，佳作不断。
1979年原田美枝子主演神代辰巳导演的奇幻电影《地獄 (1979年电影)》，她再度担任女主角，并一人分饰两角。1982年，她在2小時電視劇《性的犯罪》中出演被奸污的未婚妻由美子，片中全裸出镜，在强奸戏中奉献了绝佳的表演。1983年，神代辰巳导演的电影《菖蒲之舟》和萩原健一一同出演，广受好评。1986年，她在深作欣二导演的电影《火宅之人》中二度出演矢島惠子，片中再度全裸出镜，并凭借精湛的演技，首次斩获日本电影学院奖最佳女配角，获得媒体高度好评。她的以往作品引起了大导演黒澤明的关注，黑澤明直接欽點年輕的她一定要加入《亂》的演出，后来她在黒澤明导演的电影巨制《亂》中出演重要角色枫之方，並後續出演了他執導的電影《夢》。
从黑泽明、山田洋次、神代辰巳、深作欣二、黑木和雄、山本萨夫、熊井启、斋藤耕一等导演巨匠，到平山秀幸、阪本顺治等中坚导演，都邀请过原田美枝子拍片。其中包括山本萨夫的《啊，野麦峠》、深作欣二的《火宅之人》、黑泽明的《亂》《夢》、实相寺昭雄的《帝都物語》、东阳一的《夢幻村莊》等诸多名片。1998年，原田在平山秀幸执导的《乞愛者》一片中分别饰演女儿以及回忆画面中虐待女儿的母亲两个角色，由此原田囊括了当年大大小小各类电影评奖中的最佳女主角奖。
在《先生・太太・小姐・孤独》中，她亲自担任制片人、编剧、主演，并以“刹那”为笔名撰写草稿和剧本。1986年发表长篇小说《可爱的半月》（集英社Cobalt文库出版）。次年该小说被日活制作成电影，由泷田洋二郎执导。她收到了实相寺昭雄和深作欣二等多位导演的邀约，并获得了无数电影奖项。
进入新世纪，原田进一步挑战各种题材的影片，有描写主妇杀人分尸的《熟女杀人事件》，有追索警察杀妻真相的《半告白》等等，都是引起巨大反响的杰作。原田是日本国具有代表性的表演艺术家，她以充满张力的演技和千变万化的银幕形象，成为了日本影坛中资深女艺人。
2019年，她的母亲原田久子因为阿茲海默症狀況更加惡化，将女兒美枝子的经历，幻想成自己的故事，在一次聊天中才发现，原來久子在未成為人母前，她的夢想正是成為演員，後來卻因成家立室而將夢想放棄，並逐漸寄託在女兒身上。原田美枝子一想到此，便決定為母親圓夢，讓久子以自己演员的身份，參與一次真正意义上的拍攝。原田美枝子亲自担任制片人、导演和编剧，制作并出演了纪录片《女演員 原田久子》，作为自己献给母亲的一份礼物，2020年，该片于Netflix上架，電影上映一年多後，久子去世，享年92歲。
2023年5月12日，她主演的阿茲海默症题材电影《我和妈妈的最后一年》宣布在中華人民共和國定档上映，并被中国中央电视台电影频道专题报道。

## 人物逸事

### 兴趣
- 绘画
- 摇滚
  - 在十几岁的时候，她非常喜欢英国摇滚乐团平克·弗洛伊德[12]。

### 技能
- 英语对话
- 古典芭蕾
- 马术
  - 在育儿告一段落后的40多岁里，她开始骑马[13]。“我平时做着和很多人接触的工作，多少有些疲惫。虽然能听到各种各样的语言和声音，但都放在一边，在没有语言的世界里，与马进行对话和肌肤上的接触[13] 。”原田美枝子在2020年的马术比赛中获得了冠军[14]。
- 钢琴
  - 一切始於她在電影《我和妈妈的最后一年（日语：百花_(小説)#映画）》中饰演钢琴老师，这是她第一次弹三角钢琴，“我很喜欢那种边练边弹钢琴声，全身都被声音包围的感觉，拍完了还继续弹。”“我希望我能弹得更上手。我希望我能演奏這首歌[15]。”

### 朋友
- 和松田美由紀（日语：松田美由紀）共同出演电视剧《来自北国》后，成为了长达 40 年的挚友。 美由紀（日语：松田美由紀）的丈夫松田優作去世时，他们两家人一起乘坐露营车穿越美国[16]。

### 受伤后复出
- 她在演出讓她獲得日本电影学院獎最佳女配角的《火宅之人》時，其中有一幕要跟緒形拳激烈爭吵，結果出了意外，她的臉上被劃出 10 公分的傷口。原田覺得自己的演員生涯毀了，但最終治療結果順利。當她集到片場時，那個脾氣爆裂的導演深作欣二，也站起來鼓掌歡迎她的回歸[17]。

### 与黑泽明导演合作
- 原田美枝子曾提到“明明是全身心地投入演出，但我對周圍的人很反感，每個人都只看到我（裸露）的身體，我想我被困在一個殼裡了。”1985年，她参加了黑泽明的电影《亂》的试镜，試圖突破自己以往的風格，心想：“如果不行，我们就放弃吧。”但最终这部电影获得了奥斯卡金像奖提名，黑泽明导演说：“多亏了原田女士（的精湛演技），让这部电影反响如此热烈。”我因此重拾了作为演员的信心[18]。

### 昭和女神
- 原田美枝子身高157cm，血型A型。胸围86cm，腰围60cm，臀围88cm，乳房是F罩杯，拥有性感丰腴的傲人身材。因其独具的女人味，以及炉火纯青的演技，被誉为“昭和年代演技派女神”[19]。

## 影视作品

### 电影
※按作品名、上映日期、制作或发行公司、角色名、导演名顺序描述
- 《朋友》（1974年7月24日、日活、澤田幸弘導演） - 新太的姐姐 飾演 （註：正式出道的处女作）
- 《爱在绿风中（日语：恋は緑の風の中）》（1974年11月23日、東宝、家城巳代治導演） - 松島雪子 飾演
- 《炎之肖像（日语：炎の肖像）》（1974年12月28日、日活、藤田敏八、加藤彰導演） - 青山弘 飾演
- 《横滨港、横滨、横须贺（日语：港のヨーコ・ヨコハマ・ヨコスカ）》（1975年9月20日、松竹、山根成之導演） - 橋爪麻理 飾演
- 《凍河（日语：凍河）》（1976年4月24日、松竹、斎藤耕一導演） - 高見澤夏树 飾演
- 《大地摇篮曲（日语：大地の子守歌）》（1976年6月12日、松竹、増村保造導演） - 阿鈴 飾演
- 《永恒的蓝色之盛夏之恋》（1976年9月23日、松竹、山根成之導演） - 女店員 飾演
- 《青春之殺人者（日语：青春の殺人者）》（1976年10月23日、ATG、長谷川和彦導演） - 常世田惠子 飾演
- 《从北宿开始（日语：北の宿から）》（1976年11月6日、松竹、市村泰一導演） - 飾演 理惠
- 《锈火》（1977年2月26日、松竹、貞永方久導演） - 伊山比佐子 飾演
- 《恋人岬》（1977年4月29日、松竹、西河克己導演） - 一城美希子 飾演
- 《残照（日语：残照）》（1978年4月29日、東宝、河崎義祐導演） - 久美子 飾演
- 《卡車野郎・突撃一番星（日语：トラック野郎・突撃一番星）》（1978年8月12日、東映、鈴木則文導演） - 月田绘里子 飾演
- 《赤穗城断絶（日语：赤穂城断絶）》（1978年10月28日、東映、深作欣二導演） - 橋本初 飾演
- 《風雪的海峡　青函隧道、现在》（1978年12月9日、CX）- 長女 飾演
- 《此后的无仁义之战（日语：その後の仁義なき戦い）》（1979年5月26日、東映、工藤榮一導演） - 根岸明子 飾演
- 《地獄 (1979年电影)（日语：地獄 (1979年の映画)）》（1979年6月3日、東映、神代辰巳導演） - 水沼亚纪・生形美穗 飾演
- 《啊，野麦峠》（1979年6月30日、東宝、山本薩夫導演） - 篠田雪 飾演
- 《飛翔的卡洛斯之翼（日语：翔べイカロスの翼）》（1980年1月26日、映画中心、森川時久導演） - 三輪百合 飾演
- 《飛翔的情侶（日语：翔んだカップル）》（1980年7月26日、東宝、相米慎二導演） - 志津 飾演
- 《先生・太太・小姐・孤独（日语：ミスター・ミセス・ミス・ロンリー）》（1980年12月20日、ATG、神代辰巳導演） - 島崎千里 飾演 ※（註：主演、製片人、編劇）
- 《垃圾場候鳥（日语：ダンプ渡り鳥）》（1981年4月29日、東映、關本郁夫導演） - 尾崎頼子 飾演
- 《不知何故、水晶（日语：なんとなく、クリスタル）》（1981年5月23日、松原信吾導演） - 真紀子 飾演
- 周四金色劇場《性的犯罪》（日语：木曜ゴールデンドラマ）（1982年7月1日、YTV、鶴橋康夫導演） - OL・由美子 飾演 ※主演
- 《父與子 (小說)》（1983年1月15日、東宝、保坂延彦導演） - 年輕的妻子 飾演
- 《菖蒲之舟（日语：もどり川）》（1983年6月18日、東宝東和、神代辰巳導演） - 朱子 飾演
- 《亂》（1985年6月1日・東宝・黒澤明導演） - 楓夫人 飾演
- 《幕末青春塗鴉 浪人坂本龍馬（日语：幕末青春グラフィティ Ronin 坂本竜馬）》（1986年1月25日、東宝、河合義隆導演） - 龍 飾演
- 《火宅之人》（1986年4月12日、東映、深作欣二導演） - 矢島惠子 飾演
- 《普魯士藍的肖像（日语：プルシアンブルーの肖像）》（1986年7月26日、東宝、多賀英典導演） - 尾花弘美 飾演
- 《国士無双》（1986年10月25日、保坂延彦導演） - 八重 飾演
- 《帝都物語》（1988年1月30日、東宝、實相寺昭雄導演） - 辰宮惠子 飾演
- 《釣魚傻瓜日誌2（日语：釣りバカ日誌2）》（1989年12月27日、松竹、栗山富夫導演） - 間宮弥生 飾演
- 《夢》（1990年5月25日、华纳兄弟、黒澤明導演） - 雪女 飾演
- 《式部物語（日语：式部物語）》（1990年10月6日、東宝、熊井啟導演） - 大友光 飾演
- 《兒子（日本電影）（日语：息子）》（1991年10月12日、松竹、山田洋次導演） - 浅野玲子 飾演
- 《害怕的人》（1994年4月23日、松竹、和田誠導演） - 女 飾演
- 《向着未知的旅人 超能力者》（1994年6月11日、東映、佐藤純彌導演） - 明子 飾演
- 《夢幻村莊（日语：絵の中のぼくの村）》（1996年7月13日、東宝、東陽一導演） - 田島瑞枝 飾演
- 《女刑事RIKO 聖母的深淵（日语：女刑事RIKO 聖母の深き淵）》（1998年4月25日、Asmik Ace、井坂聰導演） - 武蔵野署的女医 飾演
  - 《女刑事RIKO 永遠的女神（日语：女刑事RIKO 女神の永遠）》（1998年10月9日、東映视频、井坂聰導演） - 武蔵野署的女医 飾演
- 《乞爱者》（1998年9月26日、東宝、平山秀幸導演） - 山岡照惠 / 陳豊子 飾演
- 《虹之岬》（1999年4月3日、東宝、奥村正彦導演） - 森祥子 飾演 ※主演
- 《学校怪谈4》（1999年7月10日、東宝、平山秀幸導演） - 国見晴美 飾演
- 《雨停了（日语：雨あがる）》（2000年1月22日、東宝、小泉堯史導演） - 阿金 飾演
- 《初戀》（2000年4月1日、東映、篠原哲雄導演） - 会田志津枝 飾演
- 《不平衡（日语：非・バランス）》（2002年10月19日、媒体箱、富樫森導演） - 千秋的母親 飾演
- 《折梅》（2002年3月16日、潘多拉 / Cinemawork、松井久子導演） - 菅野巴 飾演
- 《星期四組曲（日语：木曜組曲）》（2002年10月12日、Cine Quanon、篠原哲雄導演） - 川渕静子 飾演
- 《熟女杀人事件》（2002年10月29日、20世紀FOX、平山秀幸導演） - 香取雅子 飾演
- 《小狗丹的物語（日语：仔犬ダンの物語）》（2002年12月14日、東映、澤井信一郎導演） - 森下和歌子 飾演
- 《半告白（日语：半落ち）》（2004年1月10日、東映、佐佐部清導演） - 梶啟子 飾演
- 《机器人奇诺丘》（2005年7月9日、松竹、秋山貴彦導演） - 岩本觉的母亲 飾演
- 《亡国神盾舰》（2005年7月30日、日本ヘラルド映画、阪本順治導演） - 宮津芳惠 飾演
- 《蟬時雨（日语：蟬しぐれ）》（2005年10月1日、東宝、黒土三男導演） - 登世 飾演
- 《有顶天大酒店》（2006年1月14日、東宝、三谷幸喜導演） - 堀田由美 飾演
- 《多罗罗：天下之战》（2007年1月27日、東宝、鹽田明彦導演） - 百合 飾演
- 《绷带俱乐部》（2007年9月15日、東映、堤幸彦導演） - 笑子的母亲 飾演
- 《茶茶 天涯的贵妃》（2007年12月22日、東映、橋本一導演） - 阿市 飾演
- 《和猪猪一起上课的日子》（2008年11月1日、日活、前田哲導演） - 高原校長 飾演
- 《60歳的愛情信（日语：60歳のラブレター）》（2009年5月16日、松竹、深川榮洋導演） - 橘千裕 飾演
- 《阳光灿烂 大海珊瑚小小的奇迹（日语：てぃだかんかん〜海とサンゴと小さな奇跡〜）》（2010年4月24日、博報堂、李鬥士男導演） - 金城花江 飾演
- 《美國女孩的日本日記（日语：レオニー）》（2010年11月20日、角川映画、松井久子導演） - 津田梅子 飾演
- 《岩石～万古岛～（日语：ロック 〜わんこの島〜）》（2011年7月23日、東宝、中江功導演） - 真希佐代子 飾演
- 《联合舰队司令长官：山本五十六》（2011年12月、東映、成島出導演） - 山本禮子 飾演[20]
- 《恶女罗曼死》（2012年7月14日、Asmik Ace、蜷川實花導演） - 和智久子 飾演
- 《不中用的我仰望天空（日语：ふがいない僕は空を見た）》（2012年11月17日、東京剧場、棚田由紀導演） - 斉藤寿美子 飾演
- 《只为了你》（2012年8月25日、東宝、降旗康男導演） - 塚本久美子 飾演
- 《爱疯三次元（日语：ミロクローゼ）》（2012年11月24日、d-rights、石橋義正導演） - 龙 飾演
- 《奇迹之苹果》（2013年6月8日、東宝、中村義洋導演） - 三上葺子 飾演
- 《我们家》（2014年5月24日、Phantom Film、石井裕也導演） - 若菜玲子 飾演
- 《蜩之記（日语：蜩ノ記）》（2014年10月4日、東宝、小泉堯史導演） - 戸田織江 飾演
- 《決鬥（日本電影）（日语：果し合い）》 (2015年11月7日、	日本映画放送、杉田成道導演) - 多津 飾演
- 《假如猫从世界上消失了》（2016年5月14日、東宝） - 母親大人 飾演
- 《海邊的李爾王（日语：海辺のリア）》（2017年6月3日、東京剧場、小林政廣導演） - 由紀子 飾演
- 《MAKI マキ》（2018年11月17日、日本/ 美国合拍片、納瑪·謝爾汗導演） - 美嘉 飾演
- 《三更半夜居然要香蕉 爱的真实故事（日语：こんな夜更けにバナナかよ 愛しき実話）》（2018年12月28日、松竹、前田哲導演） - 野原博子 飾演
- 《我和妈妈的最后一年（日语：百花_(小説)#映画）》（2022年9月9日、東宝 / GAGA、川村元氣導演） - 葛西百合子 飾演 ※ 主演[21]
- 《而后我走投无路（日语：そして僕は途方に暮れる）》（2023年1月13日、Happinet Phantom Studios Corporation、三浦大輔導演）- 菅原智子 飾演[22]

### 纪录片
- 《女演員 原田久子（日语：女優 原田ヒサ子）》（2020年3月28日、Netflix、原田美枝子導演） - 原田美枝子 飾演（註：主演、製片人、导演、編劇）

### 動畫電影
- 《犬夜叉 镜中的梦幻城》（2002年12月21日、篠原俊哉導演） - 神久夜 （註：角色配音）

### 電視劇
按作品名、播出日期、播出單位、角色名顺序描述
- 《鬼燈之歌（日语：ほおずきの唄）》（1975年4月5日 - 9月27日、國際放映・NTV） ※電視劇出道作
- 连载电视小说（NHK）
  - 《水色之時（日语：水色の時）》（1975年4月7日 - 10月4日） - 晋松的女兒・今泉恭子 飾演
- 《美丽的杀意》（1976年6月18日 - 9月24日、TBS）
- 《最后的世界》（1976年8月26日 - 10月7日、NHK）
- 《我們的早晨（日语：俺たちの朝）》（1976年 - 1977年、NTV・東宝制作） - 澤野美雪 飾演
- 《鳴門秘帖（日语：鳴門秘帖）》（1977年5月6日 - 1978年3月17日、NHK）
- 《出發》（1977年5月30日 - 1977年9月30日、ANB）
- 《当女人集头的时候》（1977年10月4日 - 12月27日、KTV・東宝制作）
- 《恋歌》（1977年10月6日 - 1978年1月5日、YTV）
- 《向太阳吼叫!（日语：太陽にほえろ!）》 第287集《某位女兒》（1978年1月27日、NTV・東宝制作） - 前田陽子 飾演
- 《當靈魂受到測試時（日语：魂の試される時）》 （1978年2月4日 - 5月27日、CX）
- 《新・座頭市（日语：新・座頭市）》（CX）
  - 第2部 第10集《冬之海》（1978年3月13日）
  - 第3部 第23集《不可思議之旅》（1979年10月29日）
- 《火宅之人》（1979年7月24日 - 10月9日、NTV） - 矢島惠子 飾演
- 《探偵物語（1979年電視劇）（日语：探偵物語）》 第5集《坐夜车来的那个人》（1979年、NTV） - 田村有美 飾演
- 《够了! 阿大（日语：けっぱれ!大ちゃん）》(1979年10月30日 - 1980年3月25日、国際放映、朝日電視台)
- 黄金档劇場《命令调动工作》（1980年3月8日、CX）
- 《那家伙和我（日语：あいつと俺）》第2集《灵活的步枪魔 -九十九里濱-》（1980年3月11日、12ch）
- 《警視-K（日语：警視-K）》 第10集《赌上性命的游戏》（1980年12月9日、NTV） - 山中美雪 飾演
- 银河电视小说（NHK）
  - 《復活》（1981年1月5日 - 1月30日）- 菊江 飾演
  - 《暗黑的小夜曲》（1985年9月9日 - 10月9日） - 池内左衛子 飾演
- 《警视厅杀人科（日语：警視庁殺人課）》 第3集《狼性的青春》（1981年、ANB・東映制作） - 相澤千尋 飾演
- POLA 名作劇場（日语：ポーラ名作劇場）《骨肉之森》（1981年8月31日 - 12月14日、朝日電視台）
- 《来自北国》(1981年 - 1982年、CX) - 木谷（水谷）凉子 飾演
- 《親與子的誤算（日语：親と子の誤算）》（1982年9月3日 - 11月5日、TBS） - 柿沼圭子 飾演
- 《大奥》（1983年 - 1984年、KTV製作・CX系列） - 滝川 飾演
  - 第35集《悪運的女人》・第36集《密会》
- 《遠山的金先生（日语：遠山の金さん）》 第1部 第69集《红色手枪来自博多的女人!》（1983年9月15日、ANB）※高橋英樹版
- 《算了吧》（1983年10月23日 - 11月13日、NHK）
- 《天真的關係（日语：無邪気な関係）》（1984年1月6日 - 3月30日、TBS） - 加納祐子 飾演
- 《服部半蔵 影之軍團（日语：服部半蔵 影の軍団）》 第11集《新娘与暗杀之鬼》（1985年、KTV）
- 《女性朋友（日语：女ともだち）》（1986年7月11日 - 9月26日、TBS） - 柏木園子 飾演
- NHK大河劇
  - 《太平記》（1991年） - 阿野廉子 飾演
  - 《北条時宗》（2001年） - 桔梗 飾演
- 《並木家的人（日语：並木家の人々）》（1993年1月14日 - 3月25日、CX） - 並木美也子 飾演
- 《她討厭的她（日语：彼女の嫌いな彼女）》（1993年4月17日 - 6月26日、NTV） - 川原麗子 飾演
- 《另一个家族》 （1995年1月、NHK）
- 《我想見你但不是想你（日语：君を想うより君に逢いたい）》（（1995年4月17日 - 6月26日、CX） - 高木由紀子 飾演
- 《新恋愛小説館》（1995年12月18日 - 21日、NHK）
- 《一定要見到某人（日语：きっと誰かに逢うために）》　第5集（1996年、TX）
- 《刑事追捕!（日语：刑事追う!）》（1996年4月8日 - 9月23日、TX） - 松井櫻子 飾演
- 《美味的關係（日语：おいしい関係）》（1996年10月14日 - 12月16日、CX） - 緑川曜子 飾演
- 《新・手臂上有记忆（日语：新・腕におぼえあり）》（1998年9月11日 - 1999年3月12日、NHK） - 神名里尾 飾演
- 《沉睡的森林》（1998年10月8日 - 12月24日、CX） - 濱崎麻紀子 飾演
- 《昨日的敵人是今日的朋友（日语：昨日の敵は今日の友）》（2000年1月5日 - 2月9日、NHK） - 白木恭子 飾演
- 《天氣預報的恋人（日语：天気予報の恋人）》（2000年4月10日 - 6月26日、CX） - 白石潤子 飾演
- 《逃亡》（2002年1月11日 - 2月8日、NHK） - 阿仙 飾演
- 《来自北国：2002遺言》（2002年9月6日・7日、CX） - 木谷（水谷）凉子 飾演
- 《人情无常〜江户・女儿使者》（2003年1月10日 - 3月7日、NHK）
- 《逃亡者 RUNAWAY（日语：逃亡者 RUNAWAY）》（2004年7月18日 - 9月26日、TBS） - 伊川貴子 飾演
- 《ハ郎ー〜母的詩、父的詩〜（日语：ハチロー〜母の詩、父の詩〜）》（2005年1月24日 - 3月21日、NHK） - 支那 飾演
- 《牽絆的愛》（2005年4月10日 - 6月26日、TBS） - 真柴由美 / 榊園子 飾演
- 《華麗一族》（2007年、TBS） - 万俵寧子 飾演
- 《坂上之雲》（2009年11月29日 - 2011年、NHK） - 正岡八重 飾演
- 《新参者》（2010年、TBS） - 三井峯子 飾演
- 《流星》（2010年秋、CX） - 岡田和子 飾演
- 《得到幸福吧》（2011年4月 - 6月、CX） - 高倉美津枝 飾演
- 《向田邦子 純潔的（日语：向田邦子 イノセント）》第4集《愛這個字》（2012年4月14日、WOWOW） - 早川夕子 飾演
- 優秀電視劇場《高橋留美子劇場》 第1章《赤色的花束》（2012年7月8日、NHK NHK BS Premium） - 吉本玉代 飾演
- 《火怨・北方的英雄　阿弖流为传（日语：火怨・北の英雄　アテルイ伝）》（2013年、NHK BS Premium） - 大伴須受 飾演
- 《我的妻子是女忍者（日语：妻は、くノ一）》（2013年、NHK NHK BS Premium） - 旁白
- 《怪奇大作戰 神秘档案》（2013年、NHK NHK BS Premium） - 的矢千景 飾演
- 《我存在的時間》（2014年1月 - 3月、CX） - 澤田佐和子 飾演
- 《婚禮前的日子》（2015年10月 - 12月、TBS） - 柏田可奈子 飾演
- 《逃跑的女人（日语：逃げる女）》（2016年1月 - 2月、NHK） - 香村綾乃 飾演
- 《ON 異常犯罪搜查官·藤堂比奈子》（2016年7月 - 9月、KTV製作・CX系列） - 石神妙子 飾演[23]
- 《透明的搖籃》（2018年7月20日 - 9月21日 、NHK綜合） - 榊實江 飾演
- 《潤一（日语：潤一#テレビドラマ）》（2019年7月13日、关西电视台） - 步子 飾演
- 《我的事說來話長》（2019年10月12日 - 12月14日、NTV） - 岸邊房枝 飾演[24]
- 《心胸咚咚》（2022年5月16日 - ） - 大城房子 飾演
- 《6秒間的軌跡~煙花師望月星太郎的憂鬱》第8集 - 最終集（2023年3月4日 - 18日、朝日電視台）- 理代子 飾演
- 《火星-零的革命-》第6集 - 最終集（2024年2月27日 - 3月19日、朝日電視台） - 西城澪子 飾演
- 《6秒間的軌跡~花火師望月星太郎第二次的憂鬱》（2024年4月13日 - 、朝日電視台）- 理代子 飾演

### 電視劇（單集）
按作品名、播出日期、播出单位、角色名顺序描述
- 東芝日曜劇場 （TBS）
  - 第1079集《遇到》（1977年8月15日、RKB制作）
  - 第1211集《冬之炎》（1980年2月24日、CBC制作）
  - 第1277集《飛向青色的天空》（1981年6月14日、CBC制作）
  - 第1575集《我明天晚上來》（1987年9月15日）
- 周六大型劇場（日语：土曜ワイド劇場）（ANB）
  - 《别哭源太郎 恋爱的卡车特快》 （1978年7月1日）
  - 《扭曲的星座 考試戰争連續殺人事件》（1979年6月16日）
  - 《欲望的海峡 谁揭露女继承人?》（1980年4月19日、ABC）
  - 《事件6 用金属球棒杀死丈夫的女人!!》（1998年7月4日、HEMMI 辦公室） - 嫌疑犯・岩本鈴子 飾演
  - 《隠蔽捜査》（2007年3月10日）
  - 《隠蔽捜査2〜果断〜》（2008年10月4日）
- 《風雪的海峡　青函隧道、现在》…（1978年12月9日、CX）
- 黒岩重吾系列《裂开的星星》（1980年1月12日、MBS）
- 花王名人劇場（日语：花王名人劇場） 赤裸大将流浪記（日语：裸の大将放浪記）1（1980年6月1日、KTV） - 失明的美少女・松子 飾演
- 周四金色劇場（日语：木曜ゴールデンドラマ）（YTV）
  - 《顔》（1982年1月14日） - 主演
  - 《性的犯罪》（1982年7月1日） - OL・由美子 飾演 ※主演
  - 《風之家》（1985年12月12日）
  - 《戴眼镜的女人 给我们纯爱!》（1986年11月13日）
- 時代劇特別劇場（日语：時代劇スペシャル） （CX）
  - 《傘次郎・新子捕物日記 夫婦河童》（1981年6月26日） - 新子 飾演
  - 《傘次郎・新子捕物日記 夫婦十手 豪商六人衆連續殺人事件》（1982年6月4日） - 新子 飾演
  - 《带孩子的狼》（1984年3月1日） - 阿仙 飾演
- 懸疑劇場（日语：ザ・サスペンス）（TBS）
  - 《黒白的旅程》（1983年1月15日） - 主演
  - 《下行特快列车“富士”杀人事件（日语：十津川警部シリーズ (ザ・サスペンス)）》（1983年10月29日）
- 妻子的叛亂 （1983年1月22日、NHK）
- 追跡2 也请让我退休（1983年1月29日、NHK）
- 周二悬疑剧场（NTV）
  - 《冷冰冰的情死》（1984年、国際放映） - 主演
  - 《星座傳説殺人事件 昴宿星團被月亮遮住的夜晚》（1989年11月21日） - 主演
- 幕末青春涂鸦 福澤諭吉（1985年2月11日、TBS）
- 週五特別接觸《北陸隧道、蒸發殺人行》（1986年8月14日、CX） - 若夫人・紀子 飾演
- 週三特別劇場（日语：水曜ドラマスペシャル）（TBS）
  - 《哭泣的女人》（1986年3月19日）
  - 《青山流行街道物語》（1987年1月14日）
  - 《魔夏少女》（1987年8月12日）
- 現代恐怖悬疑《有谁在偷窥你的梦想…》（1987年8月3日、KTV）
- 戏剧之夜《隔壁的女人》（1988年3月4日、CX） - 落合妙子 飾演
- 乱歩賞作家悬疑 《又是我心愛的艾莉》（1989年7月3日、KTV） - 扮演唱葡萄牙民谣法多的歌手卡门 飾演
- 現代推理悬疑《两点到五点的藍調》（1990年11月5日、KTV）
- 週一電視劇特別劇場（日语：月曜ドラマスペシャル）（TBS）
  - 《雷獸》（1990年12月17日）
  - 《松本清張特別策劃 証明（日语：松本清張特別企画 証明）》（1994年11月14日、TBS） - 高木久美子 飾演 ※主演
  - 《女人的悬疑3 偷东西的女人》（1997年6月16日） - 銀行員・弥生 飾演
  - 《松本清張特別策劃 影之车（日语：影の車#2001年版）》（2001年2月19日、TBS） - 泰子 飾演　※憑藉在這部作品中的演技获得第38集银河赏奖励賞（电视剧类）
- 虫子住的地方（1990年11月3日、NHK）
- 庭院里的家人~为了美丽的岁月~（1993年9月15日、CX） - 里津子 飾演
- 週五娛樂劇場（日语：金曜エンタテイメント）（CX）
  - 《被搞错的男人威胁和平生活的罪孽恐惧》（1993年11月26日）　- 志水悠子 飾演
  - 《名探偵信濃的可倫坡1 北国街道殺人事件》（1998年5月1日） - 妻子・陽子 飾演
  - 《名探偵信濃的可倫坡2 戶隠伝説殺人事件》（1999年3月19日） - 妻子・陽子 飾演
  - 《名探偵信濃的可倫坡3 追分殺人事件》（2000年6月2日） - 妻子・陽子 飾演
  - 《特別策画 8・12墜落 第20年的誓言~致在天国的孩子〜》（2005年8月12日）
- 年末电视剧特别篇 愛降臨的街道・收据物語2 《愛說》（1993年12月27日、KTV） - 不畅销小说家的妻子 飾演
- 商人空手道（日语：ビジネスマン空手道） 父親大人的逆襲!（1995年10月10日、NHK）
- 《围墙内的少女们女子少年院24时·第一次知道了爱…》（1996年9月26日、TBS）
- 小窝囊的孩子（1998年、NHK）
  - 第1集・那就是传说中的名马之子（8月3日）
  - 第2集・快跑快跑!越过终点线（8月4日）
- 百年物语 第三夜《（現代編）唯一的爱情》（2000年8月30日、TBS） - 千代的母親 飾演
- 《幸田家的人们~江户·平成四代的物语〜》（2003年1月2日、NHK）
- 週三首映（日语：水曜プレミア）《贖罪》（2004年6月30日、TBS） - 愛人・美津子 飾演
- 写给飞鸟，还有未曾谋面的孩子（日语：飛鳥へ、そしてまだ見ぬ子へ）（2005年10月10日、CX） - 澤村美和 飾演
- 週五聲望劇場（日语：金曜プレステージ） （CX）
  - 奇跡的夫婦愛的特別篇《架起彩虹的王妃（日语：虹を架ける王妃）》（2006年11月24日、25日） - 梨本宮伊都子妃 飾演
  - 監察医七浦小夜子・法医学者の事件概况（2011年4月22日） - 井上茜 飾演
- 新春日劇特別企劃 山田太一日劇SP《还没那么老》（2007年1月27日、EX）
- 追查〜失踪的捜査官・石森新次郎（日语：追跡〜失踪人捜査官・石森新次郎）（2008年1月28日、TBS）
- 生命的彩色鉛筆（日语：いのちのいろえんぴつ）（2008年3月22日、EX） - 小山内美和子 飾演
- 特别电视剧・白洲次郎 (電視劇)（日语：白洲次郎 (テレビドラマ)）（2009年、NHK） - 白洲芳子 飾演
- 刑警一代 平塚八兵衛的昭和事件史（日语：刑事一代 平塚八兵衛の昭和事件史）（2009年6月20・21日、EX）
- 地铁沙林事件第15年的战斗~那一天，霞关发生了什么?（日语：地下鉄サリン事件 15年目の闘い〜あの日、霞ヶ関で何が起こったのか〜）（2010年3月20日） - 高橋靜江 飾演
- 宫部美雪特别篇《魔術的奧秘（日语：魔術はささやく）》（2011年9月9日、CX） - 原澤鈴子 飾演
- 黑板~与时代战斗的教师们~第3夜（日语：ブラックボード〜時代と戦った教師たち〜 第3夜）（2012年4月7日、TBS） - 滝澤圭子 飾演
- NTT docomo 20周年特别电视剧 梦想之门 特別編《20年後的你（日语：20年後の君へ）》（2012年7月1日） - 澤田佳乃 飾演
- 澪之料理帖（2012年9月22日・2014年6月8日、EX） - 芳 飾演
- 恋 (小池真理子)（2013年12月16日、TBS） - 矢野布美子 飾演
- 朝日电视台21世纪新人剧本大赏（日语：テレビ朝日21世紀新人シナリオ大賞） 《最後的工作》（2014年1月12日、朝日電視台） - 加代 飾演
- 电视剧特别企划《只有一次的约定~被时代封印的日本人~》（2014年2月26日、TX） - 国方千世子 飾演
- 特集电视剧《想活下去，想帮助别人（日语：生きたい たすけたい）》（2014年3月11日、NHK） - 三浦真佐子 飾演 ※主演
- 55歲開始的Hello Life（日语：55歳からのハローライフ） 第3集（2014年6月28日、NHK） - 中米志津子 飾演 ※主演
- 紅黑劇場（日语：赤と黒のゲキジョー）（CX）
  - 《第三版报道的女人们-爱巢-（日语：三面記事の女たち -愛の巣-）》（2015年2月20日） - 梨山里衣子 飾演
- 宮崎的二人（2016年10月19日、NHK BS Premium / 2018年5月5日、NHKｰG） - 小山京子 飾演 [25]
- 世界奇妙物語 春季特別編 《妻子的記憶》（2017年4月29日、CX） ‐ 成田春子 飾演
- 名奉行!遠山的金四郎（日语：名奉行!遠山の金四郎）（2017年9月25日・2018年8月13日、TBS） - 寿寿 飾演
- 新春电视剧特别篇 女兒的結婚（日语：娘の結婚）（2018年1月8日、東京电视台） - 片岡綾乃 飾演
- 电视剧特别篇 68歳的新入社員（2018年6月18日、關西电视台） - 仁井元文子 飾演
- 日经特别电视剧琥珀之梦（日语：日経ドラマスペシャル 琥珀の夢）（2018年10月5日、東京电视台） - 鳴江千代 飾演[26]
- 潤一（日语：潤一#テレビドラマ）（2019年7月13日、关西电视台） - 步子 飾演
- 星和檸檬房（日语：星とレモンの部屋）（2021年3月19日、NHK） - 里中初美 飾演
- 津田梅子~成为纸币的留学生~（日语：津田梅子〜お札になった留学生〜）（2022年3月5日、朝日電視台） - 晩年的津田梅子 飾演 / 旁白[27]
- 週六晚間連續劇《6秒间的轨迹~烟花师望月星太郎的忧郁》（2023年1月14日、朝日電視台） - 理代子 飾演

### 其他電視節目
- 人文纪录片ー《日中动荡的京剧夫妇》（2011年、NHK） - 旁白
- 《一个人也能死在家里吗？》（2022年9月4日、NHK BS1）- 旁白[28]
- （註：包括其他大多數節目。）

### 情色電影經典佳作
※以下列舉原田美枝子領銜主演的情色电影与电视剧經典佳作列表，在片中有露点和床戏演出（没有露出阴毛），按作品名、上映日期、角色名顺序描述：
- 《爱在绿风中（日语：恋は緑の風の中）》（1974年11月23日、東宝、家城巳代治導演） - 松島雪子 [註 2]飾演
- 《凍河（日语：凍河）》（1976年4月24日、松竹、斎藤耕一導演） - 高見澤夏树 飾演
- 《大地摇篮曲（日语：大地の子守歌）》（1976年6月12日、松竹、増村保造導演） - 阿鈴 飾演
- 《青春之殺人者（日语：青春の殺人者）》（1976年10月23日、ATG、長谷川和彦導演） - 常世田惠子 [註 3]飾演
- 《此后的无仁义之战（日语：その後の仁義なき戦い）》（1979年5月26日、東映、工藤榮一導演） - 根岸明子 飾演
- 《地獄 (1979年电影)（日语：地獄 (1979年の映画)）》（1979年6月3日、東映、神代辰巳導演） - 水沼亚纪・生形美穗 飾演
- 《先生・太太・小姐・孤独（日语：ミスター・ミセス・ミス・ロンリー）》（1980年12月20日、ATG、神代辰巳導演） - 島崎千里 飾演 ※（註：主演、製片人、編劇）
- 《傘次郎・新子捕物日記 夫婦河童》（1981年6月26日） - 新子 [註 4]飾演
- 《傘次郎・新子捕物日記 夫婦十手 豪商六人衆連續殺人事件》（1982年6月4日） - 新子 飾演
- 周四金色劇場《性的犯罪》（日语：木曜ゴールデンドラマ）（1982年7月1日、YTV、鶴橋康夫導演） - OL・由美子[註 5] 飾演 ※主演
- 《菖蒲之舟（日语：もどり川）》（1983年6月18日、東宝東和、神代辰巳導演） - 朱子 飾演
- 《火宅之人》（1986年4月12日、東映、深作欣二導演） - 矢島惠子 [註 6]飾演
- 《夢幻村莊（日语：絵の中のぼくの村）》（1996年7月13日、東宝、東陽一導演） - 田島瑞枝 [註 7]飾演

## 廣告
- 三得利
  - 『オレンジ50』（1976年）
  - 『なっちゃん』（2003年）[29]
- 好侍食品『シチューミクス』（ - 2001年）[29]
- 葵緹亞『SIMPRO』（2002年 - 2003年）[29]
- 佳麗寶化粧品集團『ラファイエ』（2005年 - 2007年）[29]
- 養命酒製造『養命酒』《未病編》（2006年 - 2010年）[29]
- 永旺『TOPVALU・料理』（2011年）[29]
- 資生堂『プリオール』（2015年 - ）[29]ほか

## 荣誉奖项
- 1976年: 《大地摇篮曲（日语：大地の子守歌）》（飾演 阿鈴）——蓝丝带奖新人奖。1976年度电影旬报十佳奖/最佳女主角、製作者協会新人奖、报知电影奖最佳新人奖、金箭獎/電影新人獎、最優秀新人獎
- 1976年: 《青春之殺人者（日语：青春の殺人者）》（飾演 常世田惠子）——蓝丝带奖新人奖。1976年度电影旬报十佳奖/最佳女主角、製作者協会新人奖、报知电影奖最佳新人奖、金箭獎/電影新人獎、最優秀新人獎
- 1977年: 日本电影电视制作人协会黄金飞翔奖（ELAN D'OR）/新人奖
- 1979年: 《此后的无仁义之战》（飾演 根岸明子）——《啊！野麦岭》（飾演 篠田雪）、第3届日本电影学院奖/最佳女配角
- 1986年: 《火宅之人》（飾演 矢岛惠子）——第10届日本电影学院奖最佳女配角、第11届報知电影奖最佳女配角
- 1996年: 《夢幻村莊（日语：絵の中のぼくの村）》（飾演 田島瑞枝）——第20届山路文子电影奖最佳女主角、1996年度电影旬报十佳奖/最佳女主角、 第39届蓝丝带奖/最佳女主角、第6届日本电影批评家大奖/最佳女主角、第21届蓝丝带奖/最佳女主角、第11届高崎电影节/最佳女配角
- 1998年:《乞爱者》（飾演 山岡照惠、陳豐子）——第22届日本电影学院奖最佳女主角奖、第53届每日电影奖最佳女主角奖、报知电影奖/最佳女主角奖、1998年度电影旬报十佳奖/最佳女主角，第23届报知电影奖/最佳女主角奖、第20届横滨电影节/最佳女主角奖女演员奖，第24届大阪电影节/最佳女演员奖，第41届蓝丝带奖/最佳女演员奖，第8届东京体育电影奖/最佳女演员，1998年全国映联奖/女演员奖，《读卖新闻》1998年“年度女演员”，蒙特利尔世界电影节/国际影评人联合会奖
- 2001年: 《雨停了（日语：雨あがる）》（飾演 阿金）——第24届日本电影学院奖最佳女配角、第55届每日電影獎田中絹代獎
- 2001年: 《松本清張特別策劃 影之车（日语：影の車#2001年版）》（飾演 小磯泰子）——TBS 銀河賞/电视部门二月月度奖
- 2002年: 《折梅》（飾演 巴）——全国电影觀賞團體聯絡会議/女演員獎
- 2002年: 《熟女杀人事件》（飾演 香取雅子）——第26届日本电影学院奖最佳女主角奖

## 書籍
- 《勝vs美枝子》（勝vs美枝子）【1980年、周刊Playboy 特別編集 写真集、集英社出版，勝新太郎撮影、裸体写真集。】
- 《可愛的半月（日语：愛しのハーフ・ムーン）》【1984年集英社出版，1986年Cobalt文庫出版，处女作、長編小説。】
- 《古典・女孩》（アンティック・ガールズ）【1987年、集英社Cobalt文庫附刊、发表于1987年新春】
- 《因為你在那裡》（あなたがそこにいるから）【1996年、扶桑社出版的随笔集】

## 家庭
丈夫是男演員石桥凌，长男是视觉特效师石橋大河，长女是创作歌手石桥优河，次女是女演員石橋靜河。

## 感情
1982年，原田美枝子与石桥凌开始认识，经过3年半的同居、5年的交往，两人在1987年结婚，生有一男两女。2001年5月，星期五雜誌报道了原田美枝子的演员丈夫石桥凌出轨事情，石桥与一个美国籍女子发生婚外情，这段地下情保持了7年，甚至在1996年双方竟然有了私生子，随后石桥凌在紧急记者招待会上，承认了出轨的事实，但否认离婚，仍然会在经济上援助三个孩子。出轨事件曝光后，给原田美枝子的心里留下了很深的伤痕，据说原田美枝子从2年前开始通过熟人知道这件事，次年，41岁的她开始修习坐禅，并请印度修行道场的一位圣人来教导她，并持续至今。在公开场合，她起初拒绝谈论和丈夫的关系，后来说到“现在，我们正在努力不侵犯彼此的领地。”双方至今依然没有离婚。

## 相关人物
- 水谷丰

## 備註
1. ↑  这是继1979年电视剧版《火宅之人》后，再度饰演矢島惠子同一角色。
2. ↑  从影以来，首部带有半身裸露尺度的影片，片中首次裸露乳房，时年15岁。
3. ↑  从影以来，首部具有全裸超大尺度演出的影片，有乳房的大特写，时年17岁。
4. ↑  从影以来，首部纹身的影片，有背部和臀部的纹身刺青特写，时年22岁。
5. ↑  从影以来，唯一一部带有强奸戏的影片，在片中被强奸的橋段，贡献了超大尺度露点和全裸的演出，时年24岁。
6. ↑  从影以来，结婚前最后一部带有露点和全裸超大尺度演出的电影，片中贡献了曼妙的身材和精湛的演技，时年28岁。
7. ↑  从影以来，结婚后首部带有露点和全裸尺度演出的电影，时年38岁。